# Eddie Nketiah
Edward 'Eddie' Keddar Nketiah (Lewisham, 30 mei 1999) is een Engels profvoetballer die bij voorkeur als aanvaller speelt. Hij maakte in de zomer van 2024 de overstap van Arsenal naar Crystal Palace. Hij maakte in 2023 zijn debuut als international van het Engels voetbalelftal. 

## Carrière

### Jeugd
Nketiah, geboren in Londen, begon te voetballen bij Chelsea, maar werd daar in 2015 weggestuurd. Hij trad daarna in dienst bij Arsenal. In het seizoen 2016/17 maakte Nketiah indruk bij de selectie onder 18, door vijftien keer te scoren in zestien wedstrijden, en de selectie onder 23, waar hij twaalf keer scoorde in 26 wedstrijden. De volgende zomer besloot trainer Arsene Wenger hem daarom op te nemen in de A-selectie voor de oefenwedstrijden in Australië en China. Op 28 september 2017 maakte Nketiah zijn debuut voor Arsenal, in de Europa League-wedstrijd tegen BATE Borisov. Hij maakte in de 89'ste minuut zijn opwachting. In zijn tweede wedstrijd, in de League Cup-wedstrijd tegen Norwich City, kwam hij in de 85'ste minuut het veld op, met een 0-1 achterstand. Met zijn eerste balcontact scoorde hij de gelijkmaker, waarna hij in de verlenging nog een keer scoorde. Het waren zijn enige goals dat seizoen, waarin hij tien wedstrijden speelde. 

### Leeds United
Na een jaar met opnieuw weinig speelminuten, werd hij in het seizoen 2019/20 verhuurd aan Leeds United, dat uitkwam in het Championship. Hij maakte op 13 augustus in de EFL Cup tegen Salford City zijn debuut voor de club en scoorde meteen zijn eerste doelpunt. Een week later scoorde hij ook in zijn competitiedebuut, tijdens een 1-0 overwinning op Brentford. Hij zou uiteindelijk zeventien competitiewedstrijden spelen voor Leeds, voordat hij in de winter werd teruggehaald door Arsenal, maar speelde wel genoeg wedstrijden om in juli 2020 zijn eerste prijs te winnen: de Championship-titel. 

### Arsenal
Op 1 januari 2020 werd Nketiah teruggehaald door Arsenal en later die maand stond hij in de basis in de FA Cup tegen AFC Bournemouth. Hij scoorde de tweede goal en won met 2-1. Op 16 februari stond hij tegen Newcastle United voor het eerst in de basis bij Arsenal, waarna hij dat seizoen alleen nog twee wedstrijden miste vanwege een schorsing. Op 1 augustus viel hij in tijdens de FA Cup-finale tegen Chelsea, dat met 2-1 verslagen werd.
Op 28 augustus stond Nketiah in de basis tijdens de FA Community Shield 2020 op Wembley Stadium, waarin Arsenal Liverpool op penalty's versloeg. Op 19 september scoorde hij als invaller tegen West Ham United de winnende en daarmee zijn eerste van het seizoen. In de Europa League scoorde hij driemaal, tegen Dundalk (in beide wedstrijden) en Rapid Wien. Hij scoorde zesmaal in alle competitie. 
Nketiah begon het seizoen 2021-22 als derde spits achter Pierre-Emerick Aubameyang en Alexandre Lacazette. Op 21 december scoorde hij in de kwartfinale van de EFL tegen Sunderland zijn eerste hattrick uit zijn carrière. Na het vertrek van Aubameyang in februari, kreeg Nketiah in de tweede seizoenshelft meer basisplaatsen. Hij scoorde vijf keer in de laatste zeven wedstrijden van het seizoen, waaronder twee maal tegen Chelsea én tegen Leeds United. Hij eindigde op tien goals in alle competities en die zomer tekende hij een nieuw contract tot de zomer van 2027.
Hoewel Lacazette de club verliet, was Nketiah opnieuw tweede spits achter aankoop Gabriel Jesus. Hij speelde op 18 september 2022 tegen Brentford zijn 100'ste wedstrijd voor Arsenal. Op 22 januari 2023 scoorde hij tweemaal, waaronder de matchwinner, in een 3-2 overwinning op Manchester United. Daarmee werd hij de tweede speler met een last-minute winner tegen de rivaal sinds Thierry Henry in januari 2007.
Na zes goals in het seizoen 2023/24, was hij goed 38 goals in 168 wedstrijden voor Arsenal, maar was hij nooit onbetwist basisspeler geworden.

### Crystal Palace
In de zomer van 2024 tekende Nketiah een contract voor vijf seizoenen bij Crystal Palace, dat bijna 30 miljoen euro voor hem overhad. Bij de Londense club ging hij strijden om de plek van eerste spits met Jean-Philippe Mateta.

## Carrièrestatistieken
| Seizoen         | Club            | Competitie      | Competitie | Competitie | Beker | Beker | Internationaal | Internationaal | Totaal | Totaal |
| Seizoen         | Club            | Competitie      | Wed.       | Dlp.       | Wed.  | Dlp.  | Wed.           | Dlp.           | Wed.   | Dlp.   |
| --------------- | --------------- | --------------- | ---------- | ---------- | ----- | ----- | -------------- | -------------- | ------ | ------ |
| 2017/18         | Arsenal         | Premier League  | 3          | 0          | 2     | 2     | 5              | 0              | 10     | 2      |
| 2018/19         | Arsenal         | Premier League  | 5          | 1          | 2     | 0     | 2              | 0              | 9      | 1      |
| 2019/20         | → Leeds United  | Championship    | 17         | 3          | 2     | 2     | 0              | 0              | 19     | 5      |
| 2019/20         | Arsenal         | Premier League  | 13         | 2          | 4     | 2     | 0              | 0              | 17     | 4      |
| 2020/21         | Arsenal         | Premier League  | 17         | 2          | 4     | 1     | 8              | 3              | 29     | 6      |
| 2021/22         | Arsenal         | Premier League  | 21         | 5          | 6     | 5     | 0              | 0              | 27     | 10     |
| 2022/23         | Arsenal         | Premier League  | 30         | 4          | 3     | 3     | 6              | 2              | 39     | 9      |
| 2023/24         | Arsenal         | Premier League  | 27         | 5          | 4     | 0     | 6              | 1              | 37     | 6      |
| 2024/25         | Crystal Palace  | Premier League  | 0          | 0          | 0     | 0     | 0              | 0              | 0      | 0      |
| Carrière totaal | Carrière totaal | Carrière totaal | 133        | 22         | 27    | 15    | 27             | 6              | 187    | 43     |

## Internationaal
Nketiah maakte zijn debuut voor Engeland onder 18 op 22 maart 2017 tegen Saoedi-Arabië onder 18. Hij scoorde de tweede goal in een 2-0 overwinning. In zijn tweede interland maakte hij een hattrick.
Op 13 oktober 2023 maakte hij onder bondscoach Gareth Southgate zijn debuut voor het eerste elftal. Hij speelde 17 minuten in een oefeninterland tegen Australië.

## Trivia
- Van Nketiah wordt gespeculeerd schuil te gaan achter de anonieme rapper Dide.[2] Dide heeft naar eigen zeggen gespeeld in de Premier League. Bekend is dat hij slank gebouwd is en met een Engels accent spreekt. Andere voetballers van wie vermoed wordt dat ze Dide kunnen zijn, zijn Wilfried Zaha, Noni Madueke[3] of Sheyi Ojo.[2]